# 파스쿠알 요르단
에른스트 파스쿠알 요르단(독일어: Ernst Pascual Jordan, 1902년 10월 18일~1980년 7월 31일)은 독일의 이론물리학자이자 정치인이다. 양자역학과 양자장론에 큰 공헌을 하였다. 나치 당에 가입하였고, 독일 국방군에 입대하였다. 전후에는 우익 정치인으로 활동하였고, 핵무기의 도입을 주장하였다.

## 생애
요르단의 가족은 에스파냐 귀족 출신이었고, 원래 이름은 스페인어: Jorda 호르다[*]였다. 요르단은 1902년 독일 제국 하노버에서 태어났고, 1921년 하노버 대학교에 입학하여 동물학과 수학, 물리학을 공부하였다. 1923년에 당시 수학과 물리학에서 최고의 학교였던 괴팅겐 대학교로 전학하여, 곧 막스 보른의 조교로 일했다.

### 과학적 업적
요르단은 막스 보른과 베르너 하이젠베르크와 함께 양자역학의 기반을 이루는 일련의 논문들을 발표하였고, 양자장론에 대해서도 여러 논문을 집필하였다.
1966년부터는 우주론으로 관심을 돌렸다. 1966년에는 우주의 중력이 점점 더 약해져서, 지구가 시간에 따라 점점 더 커져서 지금의 크기에 이르게 되었다는 이론을 발표하였다.

### 정치적 활동
요르단은 나치 당에 가입하고, 1939년 독일 국방군의 공군(Luftwaffe 루프트바페[*])에 입대하여, 페너뮌데(Peenemünde) 미사일 기지에서 기상학자로 일했다. 제2차 세계 대전 동안, 나치 독일 정부에게 다양한 무기들을 제안하였지만, 막스 보른과 볼프강 파울리 등의 유대인들과 공동 연구한 개인적인 경력 때문에 묵살당했다.
전후에 볼프강 파울리의 덕택에 나치 당에 관련된 전범 신세를 면했고, 1953년에 교수직을 얻을 수 있었다. 냉전이 시작되자, 요르단은 우익 정당인 독일 기독교 민주연합에 가입하여 독일 연방하원 의원으로 당선되었고, 1957년에는 핵무기의 도입을 지지하였다.
1980년 함부르크에서 사망하였다.

## 참고 문헌
1. ↑  Schweber, Silvan S. (1994). 《QED and the Men Who Made It: Dyson, Feynman, Schwinger, and Tomonaga》 (영어). Princeton: Princeton University Press. Bibcode:1994qmwm.book.....S. ISBN 0-691-03327-7.
2. ↑  Born, Max; Werner Heisenberg, Pascual Jordan (1925). “Zur Quantenmechanik”. 《Zeitschrift für Physik》 (독일어) 34 (1): 858. Bibcode:1925ZPhy...34..858B. doi:10.1007/BF01328531.
3. ↑  Born, Max; Werner Heisenberg, Pascual Jordan (1926). “Zur Quantenmechanik. II”. 《Zeitschrift für Physik》 (독일어) 35 (8–9): 557. Bibcode:1926ZPhy...35..557B. doi:10.1007/BF01379806.
4. ↑  Jordan, P.; John von Neuman, Eugene Wigner (1934). “On an Algebraic Generalization of the Quantum Mechanical Formalism”. 《Annals of Mathematics》 (영어) 35 (1): 29–64. doi:10.2307/1968117. JSTOR 1968117. MR 1503141. Zbl 0008.42103.
5. ↑  《Die Expansion der Erde. Folgerungen aus der Diracschen Gravitationshypothese》 (독일어). Die Wissenschaft 124. Braunschweig: Friedrich Vieweg & Sohn. 1966. Bibcode:1966eefd.book.....J.

- Schroer, Bert (2003). “Pascual Jordan, his contributions to quantum mechanics and his legacy in contemporary local quantum physics” (영어). arXiv:hep-th/0303241. Bibcode:2003hep.th....3241S.
- Schroer, Bert (2011년 4월). “Pascual Jordan's legacy and the ongoing research in quantum field theory”. 《European Physical Journal H》 (영어) 35 (4): 377–434. arXiv:1010.4431. Bibcode:2010EPJH...35..377S. doi:10.1140/epjh/e2011-10015-8.
- “Pascual Jordan”. 《수학 계보 프로젝트》 (영어). 미국 수학회.